# Omicron Indi
Omicron Indi (53 Indi) é uma estrela na direção da constelação de Indus. Possui uma ascensão reta de 21h 50m 47.23s e uma declinação de −69° 37′ 45.9″. Sua magnitude aparente é igual a 5.52. Considerando sua distância de 558 anos-luz em relação à Terra, sua magnitude absoluta é igual a −0.65. Pertence à classe espectral M0III.